# Almut Todorow
Almut Todorow (* 4. Oktober 1939 in Berlin) ist eine deutsche Hochschullehrerin und Literaturwissenschaftlerin.

## Leben
Almut Todorow studierte nach dem Schulbesuch in Berlin, Frankfurt/Oder und Freiburg/Br. von 1958 bis 1964 die Fächer Germanistik, Geschichte und Philosophie an den Universitäten Köln, Belfast und Tübingen. Ihre Promotion bei Walter Jens erfolgte im Jahre 1979. Seit 1970 hatte sie einen Lehrauftrag am Seminar für Allgemeine Rhetorik der Eberhard-Karls-Universität Tübingen inne, seit 1989 war sie dort wissenschaftliche Angestellte. Im Jahre 1994 schloss sich hier ihre Habilitation an. An der Universität Konstanz hatte sie bis zum Eintritt in den Ruhestand eine Professur für Neuere deutsche Literaturwissenschaft inne.
Ein Schwerpunkt ihrer Forschungen war die Analyse des Feuilletons der „Frankfurter Zeitung“ in der Weimarer Republik (Tübinger DFG-Projekt).

## Schriften (Auswahl)
- Gedankenlyrik. Die Entstehung eines Gattungsbegriffs im 19. Jahrhundert  (= Germanistische Abhandlungen, Bd. 50). Metzler, Stuttgart 1980, ISBN 3-476-00447-3 (Dissertation Universität Tübingen).
- Lyrik und Realismus in der Mitte des 19. Jahrhunderts. In: Klaus-Dieter Müller (Hrsg.): Bürgerlicher Realismus. Grundlagen und Interpretationen. Athenäum, Königstein 1981, S. 238–254, ISBN 3-7610-8153-7.
- „Sächlichkeiten“ oder die „Lust zur Sache“. Vom Rang des Feuilletons in der Demokratie. In: Wilfried Barner (Hrsg.): Literatur in der Demokratie. Für Walter Jens zum 60. Geburtstag. Kindler, München 1983, S. 427–435, ISBN 3-463-00852-1.
- Brechungen. Joseph Roth und das Feuilleton der Frankfurter Zeitung. In: Michael Kessler/Fritz Hackert (Hrsg.): Joseph Roth. Interpretation – Kritik – Rezeption (= Stauffenberg-Colloquium, Bd. 15). Stauffenberg-Narr, Tübingen 1990, S. 373–384, ISBN 3-923721-45-5.
- Frauen im Journalismus der Weimarer Republik. In: Internationales Archiv für Sozialgeschichte der deutschen Literatur, Bd. 16 (1991), S. 84–103.
- Die Frankfurter Zeitung als intellektuelles Forum der Weimarer Republik. In: Manfred Gangl (Hrsg.): Les intellectuels et l'état sous la République de Weimar. Centre de Recherche PHILIA, Rennes 1993, S. 147–158, ISBN 2-7351-0541-5.
- „Ästhetik des Widerstands“. Wandlungen des ästhetischen Ideologiekonzepts bei Peter Weiss. In: Jürgen Wertheimer (Hrsg.): Von Poesie und Politik. Zur Geschichte einer dubiosen Beziehung. Attempto, Tübingen 1994, S. 281–299, ISBN 3-89308-212-3
- Das Feuilleton der „Frankfurter Zeitung“ in der Weimarer Republik. Zur Grundlegung einer rhetorischen Medienforschung (= Rhetorik-Forschungen, Bd. 8). Niemeyer, Tübingen 1996, ISBN 3-484-68008-3 (Habilitation Universität Tübingen).
- Das Feuilleton der „Frankfurter Zeitung“ während der Weimarer Republik. Qualitative Medienforschung und Quellenerschließung. In: Michael Knoche (Hrsg.): Retrospektive Erschließung von Zeitschriften und Zeitungen. Deutsches Bibliotheksinstitut, Berlin 1997, S. 75–96, ISBN 3-87068-544-1.
- „Das Streunen der gelebten Zeit“. Emine Sevgi Özdamar, Herta Müller, Yoko Tawada. In: Klaus Schenk u. a. (Hrsg.): Migrationsliteratur. Schreibweise einer interkulturellen Moderne. Francke, Tübingen 2004, S. 25–50, ISBN 3-7720-8068-5.
- Unbegrifflichkeit und Essayismus. Siegfried Kracauers „Das Ornament der Masse“. In: Almut Todorow u. a. (Hrsg.): Unbegrifflichkeit. Ein Paradigma der Moderne (= Literatur und Anthropologie, Bd. 21). Narr, Tübingen 2004, S. 107–124, ISBN 3-8233-6035-3.
- Intermediale Grenzgänge. Robert Walsers Kleist-Essays. In: Wolfgang Braungart/Kai Kauffmann (Hrsg.): Essayismus um 1900 (= Euphorion, Beihefte, Bd. 50). Winter, Heidelberg 2006, S. 223–246, ISBN 3-8253-5125-4.
- Intermediale Grenzgänge. Die Essayistik Robert Walsers. In: Anna Fattori u. a. (Hrsg.): „Ich beendige dieses Gedicht lieber in Prosa“. Robert Walser als w
- Grenzgänger der Gattungen (= Beiträge zur neueren Literaturgeschichte, Folge 3, Bd. 288). Winter, Heidelberg 2011, S. 67–86, ISBN 978-3-8253-5597-5.
- W. G. Sebalds Prag. In: Almut Todorow (Hrsg.): Prag als Topos der Literatur (= Beiträge zur deutschmährischen Literatur, Bd. 16). Univ. Palackého v Olomouci, Olomouc 2011, S. 97–210, ISBN 978-80-244-2752-2.